# گیلار آمریکایی
گیلار آمریکایی (نام علمی: Anas americana) نام یک گونه از سرده مرغابی‌ها است.